# Hengky Pie
Hengky Pie (ur. 4 września 1966) – indonezyjski judoka. Olimpijczyk z Barcelony 1992, gdzie zajął 32. miejsce w wadze półciężkiej.

## Letnie Igrzyska Olimpijskie 1992
| Konkurencja | Eliminacje                | Klas. końcowa |
| Konkurencja | Przeciwnik I              | Miejsce       |
| ----------- | ------------------------- | ------------- |
| 95 kg       | Stéphane Traineau (FRA) P | 32.           |